# Aeroportul Chimbu
Aeroportul Chimbu (IATA: CMU, ICAO: AYCH) este un aeroport din Provincia Simbu, Papua Noua Guinee.
Situat la o altitudine de 1.516 m, aeroportul dispune de o singură pistă.